# Delray Beach Open 2024
Delray Beach Open 2024 byl tenisový turnaj hraný na mužském profesionálním okruhu ATP Tour v Delray Beach Tennis Center. Třicátý druhý ročník Delray Beach Open probíhal mezi 12. a 18. únorem 2024 ve floridském Delray Beach na dvorcích s tvrdým povrchem Plexipave.
Turnaj dotovaný 742 350 dolary patřil do kategorie ATP Tour 250. Nejvýše nasazeným singlistou se opět stal devátý tenista světa Taylor Fritz. Jako poslední přímý účastník do hlavní soutěže nastoupil francouzský 99. hráč žebříčku Constant Lestienne. V důsledku invaze Ruska na Ukrajinu na konci února 2022 řídící organizace tenisu ATP, WTA a ITF s grandslamy rozhodly, že ruští a běloruští tenisté mohli dále na okruzích startovat, ale do odvolání nikoli pod vlajkami Ruska a Běloruska.
Sedmý singlový titul na okruhu ATP Tour vybojoval 26letý Američan Taylor Fritz. Poprvé tak obhájil trofej a na floridském turnaji se stal druhým, jenž ovládl dva navazující ročníky. Ve čtyřhře zvítězili Brit Julian Cash s Američanem Robertem Gallowayem a získali první kariérní tituly.

## Rozdělení bodů a finančních odměn

### Rozdělení bodů
| Soutěž  | Soutěž      | vítězové | finalisté | semifinalisté | čtvrtfinalisté | 16 v kole | 32 v kole | Q  | Q2 | Q1 |
| ------- | ----------- | -------- | --------- | ------------- | -------------- | --------- | --------- | -- | -- | -- |
| dvouhra | [ 3 ] [ 7 ] | 250      | 165       | 100           | 50             | 25        | 0         | 13 | 7  | 0  |
| čtyřhra | [ 8 ]       | 250      | 150       | 90            | 45             | 0         | —         | —  | —  | —  |

### Finanční odměny
| Soutěž                              | Soutěž      | vítězové  | finalisté | semifinalisté | čtvrtfinalisté | 16 v kole | 32 v kole | Q2      | Q1      |
| ----------------------------------- | ----------- | --------- | --------- | ------------- | -------------- | --------- | --------- | ------- | ------- |
| dvouhra                             | [ 3 ] [ 7 ] | 100 635 $ | 58 700 $  | 34 510 $      | 19 995 $       | 11 610 $  | 7 095 $   | 3 550 $ | 1 935 $ |
| čtyřhra                             | [ 8 ]       | 34 960 $  | 18 710 $  | 10 970 $      | 6 130 $        | 3 610 $   | —         | —       | —       |
| částka ve čtyřhře je uvedena na pár |             |           |           |               |                |           |           |         |         |

## Dvouhra mužů

### Nasazení
| Stát                         | Hráč              | ATP | Nasazení |
| ---------------------------- | ----------------- | --- | -------- |
| USA                          | Taylor Fritz      | 9.  | 1.       |
| USA                          | Frances Tiafoe    | 14. | 2.       |
| USA                          | Tommy Paul        | 15. | 3.       |
| Francie                      | Adrian Mannarino  | 17. | 4.       |
| Srbsko                       | Miomir Kecmanović | 40. | 5.       |
| Itálie                       | Matteo Arnaldi    | 41. | 6.       |
| Spojené království           | Daniel Evans      | 42. | 7.       |
| Austrálie                    | Max Purcell       | 43. | 8.       |
| Žebříček ATP k 5. únoru 2024 |                   |     |          |

### Jiné formy účasti
Následující hráči obdrželi divokou kartu do hlavní soutěže:
- Aleksandar Kovacevic
- Patrick Kypson
- Emilio Nava

Následující hráč využil pozdní přihlášení:
- Frances Tiafoe

Následující hráč nastoupil díky postavení v Top 250 v rámci programu Next Gen Accelerator pro tenisty do 20 let:
- Šang Ťün-čcheng

Následující hráči postoupili z kvalifikace:
- Radu Albot
- Thanasi Kokkinakis
- Nicolas Moreno de Alboran
- Zachary Svajda

Následující hráči postoupili z kvalifikace jako šťastní poražení:
- Flavio Cobolli
- Gabriel Diallo

### Odhlášení
před zahájením turnaje
- Dominik Koepfer →  nahradil jej  Gabriel Diallo
- Mackenzie McDonald →  nahradil jej  Flavio Cobolli
- J. J. Wolf → nahradil jej  Alex Michelsen

## Mužská čtyřhra

### Nasazení
| Stát                                                                                  | Hráč              | Stát               | Hráč                | ATP  | Nasazení |
| ------------------------------------------------------------------------------------- | ----------------- | ------------------ | ------------------- | ---- | -------- |
| Mexiko                                                                                | Santiago González | Spojené království | Neal Skupski        | 17.  | 1.       |
| Monako                                                                                | Hugo Nys          | Polsko             | Jan Zieliński       | 51.  | 2.       |
| Spojené království                                                                    | Julian Cash       | USA                | Robert Galloway     | 102. | 3.       |
| Ekvádor                                                                               | Gonzalo Escobar   | Kazachstán         | Oleksandr Nedověsov | 104. | 4.       |
| Žebříček ATP k 5. únoru 2024; číslo je součtem žebříčkového postavení obou členů páru |                   |                    |                     |      |          |

### Jiné formy účasti
Následující páry obdržely divokou kartu do hlavní soutěže:
- William Blumberg /  Rinky Hijikata
- Nicholas Godsick /  Ethan Quinn

Následující páry nastoupily z pozice náhradníků:
- Radu Albot /  Constant Lestienne
- Liam Broady /  Hans Hach Verdugo

### Odhlášení
před zahájením turnaje
- Flavio Cobolli /  Aleksandar Kovacevic → nahradili je  Liam Broady /  Hans Hach Verdugo
- Marcelo Demoliner /  André Göransson → nahradili je  André Göransson /  Luis David Martínez
- James Duckworth /  Alex Michelsen → nahradili je  Radu Albot /  Constant Lestienne

## Přehled finále

### Mužská dvouhra
- Taylor Fritz vs.  Tommy Paul, 6–2, 6–3

### Mužská čtyřhra
- Julian Cash /  Robert Galloway vs.  Santiago González /  Neal Skupski 5–7, 7–5, [10–2]